# 後藤ヒロキ
後藤 ヒロキ（ごとう ヒロキ、1985年11月16日 - ）は、日本の声優、ナレーター、舞台俳優、音響監督。埼玉県出身。フリー。

## 来歴
2002年頃に舞台俳優、映画俳優、ナレーターとしてデビューし、2008年からアクロスエンタテインメントに所属。本格的に声優業を始め、現在に至る。
2019年1月2日、自身のゲーム実況チャンネルにて『メタルスラッグX』のキャラバンモードに挑戦し、全世界記録9位を達成。
2019年2月1日、アクロスエンタテインメントを退所し、フリーとなる。
2019年12月29日、自身のゲーム実況チャンネルにて『メタルスラッグX』のキャラバンモードに挑戦し、全世界記録6位を達成。
2020年1月12日、田中杏沙と婚約。2023年11月16日、第1子となる女児が誕生したことを報告した。

## 出演
太字はメイン。

### テレビアニメ
2009年
- FAIRY TAIL（2009年 - 2024年、ボブ、マルタム、ワン、ベリック、マスターG 他） - 3シリーズ

2010年
- おおかみかくし（サブ）
- 閃光のナイトレイド（少年の父）
- ゴールデン☆キッズ（梅さん）

2011年
- おはスタ645内「笑っていいとり!」
- 元気!!江古田ちゃん（Nさん、男B、店長、男）
- 灼眼のシャナIII -Final-（“駝鼓の乱囃”ウアル）
- SKET DANCE（男子生徒B）
- だぶるじぇい（男、じじい、漫研の男、鷹匠、鵜飼い）
- デュエル・マスターズ ビクトリー（ミステリアス仮面）
- 猫神やおよろず（宗竹、古宮牧太郎、配達員）
- HUNTER×HUNTER（第2作）（船員B）
- プ〜ねこ（文豪先生 他）
- Persona4 the ANIMATION（車掌、ガスマスク男 他）
- ほんとにあった!霊媒先生（ねこ先生、校長先生、花札の妖怪、署長、オス猫）
- 真剣で私に恋しなさい!!（次官、都知事）

2012年
- アクエリオンEVOL（バイオリンの老人、警備兵）
- お兄ちゃんだけど愛さえあれば関係ないよねっ（車掌）
- シャイニング・ハーツ 〜幸せのパン〜（警備兵C）
- 人類は衰退しました（小屋の主）
- ソードアート・オンライン（2012年 - 2019年、プレイヤー、クビリ） - 2シリーズ + 特別編
- つり球（野村）
- テルマエ・ロマエ（おじいちゃん、菓子屋、温泉客2、衛兵B、山賊3）
- ハヤテのごとく! CAN'T TAKE MY EYES OFF YOU（誘拐犯B、矢尾井）
- 貧乏神が!（担任、マンションの管理人、ピザ配達人）
- メタルファイト ベイブレード ZEROG（ブレーダーB）
- ヨルムンガンド PERFECT ORDER（ヌアンケー）

2013年
- うたの☆プリンスさまっ♪マジLOVEシリーズ（2013年 - 2022年、監督、MC） - 1シリーズ+スペシャル1作品
- AKB0048 next stage（スタッフ）
- ガッチャマン クラウズ（菅野英一郎、藤尾先生、乗客、運転手）
- ガラスの仮面ですが（桜小路優、行事、配達員 他） - 2シリーズ
- 銀魂'（兵士B、獣医）
- ドラえもん（テレビ朝日版第2期）（恵比寿、外国人、男性B）
- フォトカノ（福引会場の店員）
- ぼくは王さま（町人）
- みにヴぁん（2013年 - 2016年、爆散トゥメイトー、ナレーション、男性客、連撃のサザーランド、大いなる賢者バロン、サンタ、おじいさん） - 2シリーズ
- メガネブ!（店員）
- ログ・ホライズン（2013年 - 2021年、ミチタカ、スマッシュ、タラレバ、プレイヤーA、店主、狐猿） - 3シリーズ

2014年
- オレカバトル（ブリュー）
- 牙狼〈GARO〉-炎の刻印-（宿の亭主）
- ガンダム Gのレコンギスタ（士官、ガランデン士官）
- サムライフラメンコ（司会、アナウンサー、医者）
- 神撃のバハムート シリーズ（2014年 - 2017年、男、奴隷商人） - 2シリーズ
- スペース☆ダンディ（宇宙人たち、麺屋ギャラクシー店員、第7艦隊隊長、先輩宇宙人、ハンターA 他）
- 世界征服〜謀略のズヴィズダー〜（ナターシャの父親）
- ディーふらぐ!（横縞）
- ナンダカベロニカ（ほへと亭のおやじ、息子、スペース・トラッカー）
- ノラガミ（アナウンサー、生徒E）
- はなかっぱ（2014年 - 、じいや、やまびコタロウ、エゴロウ、みろりんの恋人、仙人、アナウンサー、モンシロー、あまかっぱ父）
- ハマトラ（男）
- ピンポン THE ANIMATION（アクマの父）
- 鬼灯の冷徹（2014年 - 2018年、柿助、生姜、編集者、安倍泰成、弁慶 、社長、他） - 3シリーズ
- 魔法少女大戦（闇辺会リーダー、バイクマガツヒ）
- LOVE STAGE!!（太山是音、不審者）

2015年
- 暗殺教室（田中信太、マコト）
- 超爆裂異次元メンコバトル ギガントシューター つかさ（田中一郎〈面道司郎〉、審判、校長、プロデューサー）
- デュラララ!!×2 承 / 転（担任教師、若者、池袋の声、ダラーズ）
- パンチライン（金持ちの男）
- パンパカパンツ（2015年 - 2017年、ナレーション 他） - 3シリーズ
- ブーブーボーイ（どすん）
- モンスター烈伝 オレカバトル（猛将カブト、魔王ナナワライ）
- 遊☆戯☆王ARC-V（デュエルチェイサー227）
- ワンパンマン（バリカスタムよ649ZマークII、カーフェチ、ゼニール、十字キー、ゲリュガンシュプ 他）

2016年
- 機動戦士ガンダムUC RE:0096（連邦兵、ネオ・ジオン兵）
- 昭和元禄落語心中（番頭）
- D.Gray-man HALLOW（ガルマー警部、バーバ）
- 舟を編む（デザイナー）

2017年
- ACCA13区監察課（ポチャード、スイツ支部局長）
- 龍の歯医者
- 霊剣山 叡智への資格（亡霊）
- ゼロから始める魔法の書（神父、魔術師団B）
- つぐもも（2017年 - 2020年、加賀見かずあき、アナウンス） - 2シリーズ
- 境界のRINNE（前店主の霊）

2018年
- デスマーチからはじまる異世界狂想曲（メタボ氏）
- ダーリン・イン・ザ・フランキス（フトシ）
- 魔法使いの嫁（密猟者、競売人）
- 続 刀剣乱舞-花丸-（伊達宗村）
- レイトン ミステリー探偵社 〜カトリーのナゾトキファイル〜（レジー・ヤンチャッタ、クッパレ・ヤンチャッタ、マルク・ヤンチャッタ、スイトール星人）
- ラディアン（住民C）
- バキ（デイブ）

2019年
- ブギーポップは笑わない（教師、大男、記者、キャスター、警備員）
- 妖怪ウォッチ シャドウサイド（バニートラップ）
- おしりたんてい（2019年 - 2023年、ろばお、ジュエリーほうせき店長、ヒトデ店長）
- さらざんまい（マサ）
- ヴィンランド・サガ（2019年 - 2023年、トルグリム、村人、ブーイ、ヴァイキング、アナグマ 他） - 2シリーズ

2020年
- 虚構推理（化け狸、一反木綿、老人、地縛霊、オオヤマツミ 他）
- GREAT PRETENDER（エド、アナウンサー）
- 犬と猫どっちも飼ってると毎日たのしい（2020年 - 2021年、父、担当さん、モブ犬、ポチを呼ぶ人たち、お店の人A 他）
- 憂国のモリアーティ（トマース・マイケルソン）

2021年
- Sonny Boy（ラジダニ、生徒、げん、オウム）
- EDENS ZERO（ニノ）

2022年
- SPY×FAMILY（2022年 - 2023年、孤児院の主人、ブレナン、イーデン校教師、劇中アニメのナレーター、〈WISE〉機関員 他） - 3シリーズ
- メイドインアビス 烈日の黄金郷（マジカジャ）
- ぼっち・ざ・ろっく!（サラリーマン）
- 転生したら剣でした（ウルシ）

2023年
- HIGH CARD（ジェイク）
- オチビサン（2023年 - 2024年、ジャック、カタツムリ、カラス）
- 薬屋のひとりごと（2023年 - 2025年、浩然、僧侶） - 2シリーズ

2024年
- 月が導く異世界道中 第二幕（ホルン）
- 怪異と乙女と神隠し（大仁志店長）

2025年
- 真・侍伝 YAIBA（ケロ吉）
- ガチアクタ（ゴブ）

### 劇場アニメ
2011年
- 豆富小僧（魍魎）
- 蛍火の杜へ（獅子）

2012年
- 劇場版 TIGER & BUNNY -The Beginning-（運転手、ロックバイソンスタッフ）
- 劇場版 FAIRY TAIL 鳳凰の巫女

2013年
- AURA 〜魔竜院光牙最後の闘い〜（斉藤）
- ガラスの仮面ですが THE MOVIE 女スパイの恋! 紫のバラは危険な香り!?（桜小路優、小林源造）
- 劇場版 銀魂 完結篇 万事屋よ永遠なれ（幕士B）
- ハル（マル君、作業員、ラジオパーソナリティー）

2015年
- 攻殻機動隊 新劇場版（伊藤次官）

2017年
- 虐殺器官（カウンセラー）
- ひるね姫 〜知らないワタシの物語〜
- くまのがっこう パティシエ・ジャッキーとおひさまのスイーツ（MC）

2018年
- 曇天に笑う〈外伝〉 〜宿命、双頭の風魔〜

2019年
- りさいくるずー（ドラゴン）
- Gのレコンギスタ I 行け！コア・ファイター（運転士）

2020年
- メイドインアビス 深き魂の黎明（祈手）

2021年
- 劇場版 ソードアート・オンライン -プログレッシブ- 星なき夜のアリア
- さよなら、ティラノ

2023年
- 劇場版 SPY×FAMILY CODE: White（〈WISE〉機関員）

2025年
- ヴァージン・パンク Clockwork Girl（セス（ソーマディアバイヤー））

### OVA
- 機動戦士ガンダムUC（2013年）
- FAIRY TAIL はじまりの朝（2013年、店主）
- 熱血人面犬 LIFE IS MOVIE（2014年、店長）
- 鬼灯の冷徹（2015年 - 2020年、柿助、ピーチ・マキのマネージャー、客）
- ワンパンマン（2015年、チンピラA） ※コミックス第10巻アニメDVD同梱版
- ACCA13区監察課 Regards（2020年、ポチャード[23]）

### Webアニメ
- おにくだいすき!ゼウシくん（2014年、ぷらとん、ぽしぶる先生、ゆで太、男子たち、ゼウシくんパパ）
- おにくだいすき!ゼウシくん2期（2015年、とりに先生、肉shock☆breakers、ナレーション、店員）
- ニンジャスレイヤー フロムアニメイシヨン（2015年、フロッグマン）
- 爆丸アーマードアライアンス（2020年、Mr.B）
- スーパー・クルックス（2021年、ラバーボール）
- 陰陽師（2023年、橘実之）

### ゲーム
2009年
- Bloody Call

2010年
- ACE COMBATX2 ジョイントアサルト
- クロスブレイブ
- CLOCK ZERO 〜終焉の一秒〜
- Starry☆Sky 〜after spring〜
- 薄桜鬼 黎明録

2011年
- ガチトラ! 〜暴れん坊教師 in High School〜
- 忍道2 散華（商人）
- FAIRY TAIL PORTABLE GUILD 2（アバター男C）
- FRONTIER GATE

2012年
- エクストルーパーズ（マックス・アカデミーズ）
- 星葬ドラグニル（悪鬼）
- ブレイブリーデフォルト フライングフェアリー

2013年
- 願いの欠片と白銀の契約者
- ブレイブリーデフォルト フォーザ・シークウェル
- 明治東亰恋伽
- メトロ ラストライト（パヴェル）

2014年
- 俺の屍を越えてゆけ2（淀ノ蛇麻呂、大隅爆円、土々呂震玄、流れ夷三郎）
- コアマスターズ（ヨルク）
- フリーダムウォーズ（セルジオ・“ヘルゲート”・コクトー）

2015年
- ソードアート・オンライン -ロスト・ソング-
- トロピコ5（ヅワイシュタイン博士）
- 百花繚乱エリクシル 〜Record Of Torenia Revival〜（アセビ・ヒヤシンス）
- Fallout 4（何でも屋のトム）

2016年
- オーバーウォッチ（ジャンクラット）
- オルタンシア・サーガ -蒼の騎士団-（エックハルト）
- クイズRPG 魔法使いと黒猫のウィズ（トート・タピーロ）
- ジャストコーズ3（マリオ･フリーゴ）
- Shadowverse（ゴブリン、スカルフェイン、スティールナイト、天翼を食う者、纏わりつく亡霊）
- バンドやろうぜ!
- 勇者死す。（トーマス）

2017年
- キャプテン翼 〜たたかえドリームチーム〜（アルベルト）
- GRAVITY DAZE 2/重力的眩暈完結編:上層への帰還の果て、彼女の内宇宙に収斂した選択（アディカ）
- コール オブ デューティ ワールドウォーII
- 真・女神転生 DEEP STRANGE JOURNEY（ムッチーノ）
- New みんなのGOLF
- ファイナルファンタジーXV（ケニー・クロウ）
- レイトン ミステリージャーニー カトリーエイルと大富豪の陰謀（マルク・ヤンチャッタ、レジー・ヤンチャッタ）
- CARAVAN STORIES（ヴィンガ）

2018年
- 東京放課後サモナーズ（本居シロウ〈2代目〉、セト、バエル、飯盛チョウジ〈2代目〉）

2019年
- 鬼灯の冷徹 〜地獄のパズルも君次第〜（柿助）
- AI: ソムニウム ファイル（ピュータ）
- ドラゴンクエストXI 過ぎ去りし時を求めて S（バッチ）

2020年
- 龍が如く7 光と闇の行方（スジモン博士）
- The Last of Us Part II（マニー）
- ライブ・ア・ヒーロー!（主人公〈ボイス1〉、アンドリュー、ヤスヒコ、ライラック）
- OCTOPATH TRAVELER 大陸の覇者（2020年 - 2021年、ケネス、ヨルン）

2021年
- MAGLAM LOAD / マグラムロード（バルガッキーン）

2022年
- ダイイングライト2 ステイ ヒューマン（アルベルト)
- AI: ソムニウム ファイル ニルヴァーナ イニシアチブ（ピュータ)
- ガールフレンド（仮）（悪滝行男）
- レゴ スター・ウォーズ：スカイウォーカー・サーガ（アナキン・スカイウォーカー）
- Trek to Yomi（サダタメ）
- マリオ+ラビッツ ギャラクシーバトル（ビーポ）

2023年
- アーマード・コアVI ファイアーズオブルビコン（G3 五花海）
- League of Legends（アナウンサー）

2024年
- 龍が如く8（スジモン博士）
- 北海道連鎖殺人 オホーツクに消ゆ 〜追憶の流氷・涙のニポポ人形〜（猿渡俊介）

2025年
- プロミス・マスコットエージェンシー（たぬきん、ホセ・フジカワ、エンドウ商店会長）

- 伊達鍵は眠らない - From AI：ソムニウムファイル（ピュータ）

### ドラマCD
- 一騎当ちぇん!?（園長先生、NA）
- 俺様ティーチャー（ナレーション、男子3、子分1、友人A）
- 君に届け Secret Party 〜北幌高校学校祭アナザーサイド
- 恋戦隊LOVE＆PEACE
- 三国志LOVERS
- ストロボ・エッジ（先生）
- タイプムーンフェース 特典ドラマCD（スタッフB、観客1.6、コマドリ8）
- 猫神やおよろず 春夏秋冬スラップスティック（お笑い芸人）
- FAIRY TAIL番外編 ゴーストシップでGO!
- ヘタリア ファンタジア3（プレイヤー）
- 魔術師オーフェン はぐれ旅〜約束の地で〜（御者、ヴァンパイア）
- マンガで分かる心療内科（どこかの父、どこかの医者、マスター、おっさん）
- 勇者様のお師匠様（ラウル[50]）※小説第3巻サウンドドラマDL特典
- 幼女戦記（レルゲン[51]）※小説第3巻巻サウンドドラマDL特典
- ロマンスの黙秘権（検察官）

### ラジオドラマ
- エフエム香川「Message」
- ラジオNIKKEI 第1「アサカツ!!」
- ソーシャルメディアマーケター美咲

### 吹き替え

#### 映画
- アイアンマン3（男性リポーター2[52]）
- 憧れのウェディング・ベル
- ある神父の希望と絶望の7日間
- アンダーワールド 覚醒（男性アナウンサー）
- イコライザー
- イントルージョン 侵入（ビル〈ヘイズ・ハーグローヴ〉）
- S.I.U. ロサンゼルス特捜隊（トーマス）
- 獣の棲む家（ボル〈ショペ・ディリス〉）
- 哀しき獣（ホンシク）
- キャメラを止めるな!（アーメル〈セバスチャン・シャサーニュ（フランス語版）〉[53]）
- キャリー（ウルマン〈ジェファーソン・ブラウン〉[54]）
- グラディエーターII 英雄を呼ぶ声（クァエストル[55]）
- ケイト・レディが完璧な理由（アニメ狼）
- 荒野はつらいよ 〜アリゾナより愛をこめて〜
- コズモポリス（アンドレ・ベトレスク〈マチュー・アマルリック〉）
- コップ・ベイビー（パパ〈アンドレイ・ナジモフ〉）
- コンシェンス 裏切りの炎（クー）
- サバイバー 〜トカンティンス編〜（J.T.）
- 憧れのウェディング・ベル（ミン）
- ザ・フラッシュ（店員男[56]）
- ザ・ブレイカー・アッパラーズ ～別れさせ屋の私たち～（ジョーダン〈ジェームズ・ロールストン〉）
- SHAME -シェイム-（同僚）
- シャンハイ（ワルピエ）
- ジャンパー（コロッセオの警備員） ※テレビ朝日版
- 白雪姫と鏡の女王
- 死霊館（ドリュー〈シャノン・クック〉）
  - 死霊館 悪魔のせいなら、無罪。[57]
- シン・シティ 復讐の女神
- スター・トレック イントゥ・ダークネス（シャトル男性[58]）
- ステイ・フレンズ（ダリン・アートゥーロ・モレーナ〈マシ・オカ〉）
- ストリートダンス TOP OF UK（アーロン）
- ダーク・シャドウ（現場監督[59]）
- ダークナイト ライジング（橋の上の警官[60]）
- ダイバージェントシリーズ（ピーター・ヘイズ〈マイルズ・テラー〉）
  - ダイバージェント
  - ダイバージェントNEO
  - ダイバージェントFINAL
- 桃さんのしあわせ（ジョン・シャム）
- ダムゼル/運命を拓きし者（ロデリック王）
- チャーリー・モルデカイ 華麗なる名画の秘密（ディミトリ〈アレック・アトゴフ〉）
- デビルズ・ノット（テリー・ホッブス〈アレッサンドロ・ニヴォラ〉）
- デューン 砂の惑星PART2（審判[61]）
- ドゥ・ザ・ライト・シング（バギン・アウト〈ジャンカルロ・エスポジート〉）
- トカレフ（エヴァン〈ジャック・ファラヒー〉、ハンソン）
- ドクター・スリープ（チャーリー〈ジョージ・マンガード〉[62]）
- トランセンデンス（ヘン〈フェルナンド・チェン〉[63]）
- ドラキュラZERO
- 21ジャンプストリート（ハーディ副部長〈ニック・オファーマン〉）
- ニューイヤーズ・イブ（ライアン・シークレスト）
- バーニング・クロス
- パイオニア（ペッター）
- バトルシップ（パーカー[64]）
- バトルフロント
- バレット・オブ・ラヴ（カール 〈ルパート・グリント〉）
- 白蛇伝説（カエル）
- ハンガーフォード（コーウェン・ローズウェル〈ドリュー・キャッソン〉）
- ブリッツ（葬儀屋）
- ペントハウス（エンリケ・デヴレアウクス〈マイケル・ペーニャ〉）
- マッハ!参
- マンイーター（アナウンス）
- マン・オブ・スティール（トー・アン〈リチャード・セトロン〉[65]）
- ミスターGO!（チョ・ジェユン[66]）
- 密告・者（バオチュー）
- メン・イン・ブラック3（ティーンエイジ・エイリアン[67]）
- ラヴレース（ジェラルド・ダミアーノ〈ハンク・アザリア〉）
- ワールド・ウォーZ
- ワールズ・エンド 酔っぱらいが世界を救う!
- ワン・デイ 23年のラブストーリー（マネージャー）

#### ドラマ
- iCarly（ショール先生）
- iゾンビ
- アイドゥ・アイドゥ〜素敵な靴は恋のはじまり〜（ソン・ハヨン〈ホム・ボミュン〉）
- ALCATRAZ/アルカトラズ（サイモン）
- アンダーカバー・ボス（トッド、トロイ）
- イニョン王妃の男（キム・チョンス）
- ウェアハウス13 〜秘密の倉庫 事件ファイル〜
- 宇宙船レッド・ドワーフ号
- エレメンタリー ホームズ&ワトソン in NY
- 宮 -Love in Palace-（チャン・ギョン〈イ・ヨンジュ〉）
- 救命医ハンク4 セレブ診療ファイル（ジム）
- キリング/26日間(ジェイミー・ライト)
- ギルモア・ガールズ（ニック）
- GRIMM/グリム（バド、フランコ 他）
- CSI:ニューヨーク8（愚人）
- CSI:ベガス
- シェキラ!
- 恕の人 -孔子伝-
- SMASH（デーヴ・サンダラム〈ラザ・ジャフリー〉）
- 孫子兵法（終塁）
- シークレット・サークル（サミュエル)
- 主任警部アラン・バンクス
- スキャンダル　託された秘密(レオ・バーゲン〈ポール・アデルスタイン〉）
- スタートレック:ストレンジ・ニュー・ワールド シーズン3（モンゴメリー・スコット〈マーティン・クイン〉）
- スタートレック:ディスカバリー（リン〈ノア・アヴァーバック=カッツ〉、スカール〈ビル・アーウィン〉他）
- スパルタカス
- スーパーナチュラル
- SWAT
- とび蹴りアチョ〜ズ
- ナイトシフト 真夜中の救命医
- ハウス・オブ・カード 野望の階段（ピーター・ルッソ〈コリー・ストール〉）
- トーチウッド 人類不滅の日
- FARGO/ファーゴシーズン3（ラルー・ダラード）
- ブログ犬 スタン
- VEGAS/ベガス
- ホワイトチャペル
- MAD MEN シーズン4（エイブ・ドレクスラー）
- メンタリスト
  - シーズン3（マシューズ）
  - シーズン4（ルーサー・ウェインライト）
- ヤング・スーパーマン
  - シーズン8（リポーター）
  - シーズン9（ランダル・ブレイディ）
- レジェンド・オブ・トゥモロー(若いマーティン・シュタイン)
- LEFTOVERS 残された世界
- レボリューション
- 私の心が聞こえる?（イ・ミョンギュン）
- 私はラブ・リーガル2
- ワンス・アポン・ア・タイム
- ヴァンパイア・ダイアリーズ

#### アニメ
- アドベンチャー・イン・アフリカ（ビリー）
- 悪魔バスター☆スター・バタフライ（オスカー・グリーソン）
- ANISAVA（デビッド[68]）
- おかしなガムボール（トバイアス、レズリー, ボバート、ロッキー・ロビンソン、ラリー・ニードルマイヤー、アントン）
- おさるのジョージ おばけ伝説の謎
- おとぎのもりのゴールディとベア（オオカミ）
- 学園NINJAランディ（ウーピー）
- Go! Go! コリー・カーソン：クリシーとあそぼう
- サンダーバード　ARE　GO
- ジャングル大騒動 -南極からのSOS-
- 笑撃のナムチャックス!（ファンガス）
- スカイランダーズ・アカデミー(カオス、サイ)
- スター・ウォーズ 反乱者たち（アレスコ）
- スタートレック:ローワー・デッキ（アンディ・ビラップス、ケイション）
- それいけ! カキ男（カラ蔵）
- ターボ
- チャウダー（野菜の教祖）
- ハズビンホテルへようこそ（ヴァレンティノ）
- ファインディング・ドリー（アレックス）
- フィニアスとファーブ
- モンスターズ・ユニバーシティ
- モンスター・ホテル（お面のゾンビ[69]）
- リトル・レッド2 ヘンゼルとグレーテル誘拐事件!?（トゥイッチー）
- LEGO スター・ウォーズ:ドロイド・テイルズ（アナキン・スカイウォーカー）
- LEGO スター・ウォーズ:ヨーダ・クロニクル（ピエット提督、アナキン・スカイウォーカー、ラコ）
- LEGO ニンジャゴー (ミルトン・ダイアー)
- パワーパフガールズ:ダンスパンツにご用心!（フィボナッチ・スパンコール）
- レゴ モンキーキッド (ピグシー)

#### テレビ番組
- オーバーホール 改造車の世界（チップ・フース）
- 名車再生!クラシックカー・ディーラーズ （チップ・フース）
- UFC登竜門TUF（ジョン・コファー）

### インターネットテレビ
- TVアニメ「ダーリン・イン・ザ・フランキス」放送直前SP放送（2017年12月25日[70]）
- 「NGC」ニコニコゲーム実況チャンネル

### デジタルコミック
- VOMIC γ -ガンマ-（アルトゥロマン）
- オンラインの羊たち（2019年、桜堤純[71]）

### ナレーション
- いいものショッピングゥ〜ナレーション
- 韓流映画予告フェスティバル 劇場予告
- GO!GO!EIGO!! インフォマーシャル
- 2.5次元てれび 番組ナレーション
- Not yet「ペラペラペラオ」 振り付けナレーション
- バイク王TVCMナレーション
- 華大の知りたい！サタデー　レギュラーナレーション
- ファンタシースターポータブル2 インフィニティ TVCM・PV
- 別冊少年マガジン TVCM
- マクドナルドTVCM ほんのハッピーセット「魚の街のこどもたち」編

### ボイスオーバー
- 奇跡の地球物語
- 湿地サファリ舞台裏の男たち 2
- Future Earth
- ロッキー山脈に生きるピューマの生態

### ラジオ
- 俺の屍を越えてゆくラジオ（日本男児編）（ファミ通特設サイト：2014年8月7日 - 10月4日）

### 舞台
- イノチトリなゲーム
- うらぼんえ（祖父）
- 天国までの百マイル（野田弁護士）
- 角筈にて（貫井）
- シェ（シェ）
- ラブ･レター（吾郎）

### その他コンテンツ
- 青山ワンセグ開発 番組PR映像（タンクトップ携帯）
- ディズニー・イースターワンダーランド MCバニー・ガピョーン・ジュニア（不思議の国のおしゃべりうさぎ）
- トイランド〜おもちゃ開発の舞台裏〜（スティーブ・カシノ）
- 「パチスロ　逆転裁判」（山野星雄、原灰ススム）
- パワプロナインチャレンジ　メインMC

## ディスコグラフィ

### キャラクターソング
| 発売日       | 商品名                         | 歌           | 楽曲               | 備考                                 |
| ------------ | ------------------------------ | ------------ | ------------------ | ------------------------------------ |
| 2014年3月5日 | ミンナノナマエヲイレテクダサイ | 魔の十四楽団 | 「漢気フルコンボ」 | テレビアニメ『ディーふらぐ！』関連曲 |

### シリーズ一覧
1. ↑  第1期（2009年 - 2013年）、第2期（2014年 - 2016年）、続編『100年クエスト』（2024年）
2. ↑  第1期（2012年）、特別編『Extra Edition』（2013年12月31日）、第3期後半『アリシゼーション War of Underworld』第1クール（2019年）
3. ↑  第2期『2000%』（2013年）、スペシャルテレビアニメ『マジLOVEスターリッシュツアーズ 〜旅の始まり〜』（2022年）
4. ↑  第1シーズン（2013年）、第2シーズン『Z』（2013年）
5. ↑  第1期（2013年）、第2期『2』（2015年 - 2016年）
6. ↑  第1シリーズ（2013年 - 2014年）、第2シリーズ（2014年 - 2015年）、第3シリーズ『円卓崩壊』（2021年）
7. ↑  第1期『GENESIS』（2014年）、第2期『VIRGIN SOUL』（2017年）
8. ↑  第1期（2014年）、第2期第1クール『第弐期』（2017年）、第2期第2クール『第弐期その弐』（2018年）
9. ↑  第一作『おNEW!』（2015年）、第二作『WおNEW!』（2016年）、第三作『おNEWさん』（2017年）
10. ↑  第1期（2017年）、第2期『継つぐもも』（2020年）
11. ↑  SEASON 1（2019年）、SEASON 2（2023年）
12. ↑  Season 1:第1クール（2022年）、Season 1:第2クール（2022年）、Season 2（2023年）
13. ↑  第1期（2023年）、第2期（2025年）

### 初出話一覧
1. ↑  第3話初出
2. ↑  第11話初出
3. 1 2  第2話初出
4. ↑  第4話初出
5. ↑  第19話初出
6. 1 2  第34話初出
7. ↑  第9話初出
8. ↑  第1話初出
9. ↑  第18話初出
10. ↑  第5話初出

### ユニットメンバー
1. ↑  小田原（稲田徹）、明覚（藤原貴弘）、松久・児玉（西山宏太朗）、折原（後藤ヒロキ）、竹沢・金子（岩瀬周平）、拝島（高橋栄一）、高麗川（松田健一郎）